# Pena de morte na Síria
A pena de morte é legal na Síria. As leis atuais permitem a pena de morte por traição; espionagem; assassinato; incêndio criminoso resultando em morte; tentativa de um crime elegível à morte; reincidência por um crime punível com trabalho forçado por toda a vida; atos políticos e ofensas militares, como porte de armas contra a Síria nas fileiras do inimigo, deserção das forças armadas para o inimigo, insubordinação, rebelião e atos de incitação sob a lei marcial ou em tempo de guerra; assalto violento; terrorismo; sujeitar uma pessoa a tortura ou tratamento bárbaro durante a prática de roubo; estupro; filiação à Irmandade Muçulmana; ingressar no Estado Islâmico do Iraque e no Levante; tráfico de drogas; dissidência política e falsificação de provas materiais que resultem em terceiros sendo condenados por delito de drogas e sentenciados à morte. As execuções são realizadas por enforcamento em público.